# Demarziella eungella
Demarziella eungella är en skalbaggsart som beskrevs av Matthews 1976. Demarziella eungella ingår i släktet Demarziella och familjen bladhorningar. Inga underarter finns listade i Catalogue of Life.